# 魔法少女リリカルなのはシリーズの年表
魔法少女リリカルなのはシリーズの年表（まほうしょうじょりりかるなのはシリーズにおけるねんぴょう）では、都築真紀原作のメディアミックスで『魔法少女リリカルなのはシリーズ』における架空の出来事を年表形式に掲載する。

## 年表

### 先史時代
- ミッドチルダやベルカなどの次元世界で、質量兵器乱用事件が発生する[1]。

### 旧暦
462年
- ある世界で次元断層事件発生。[2]

### 新暦
1年
- 質量兵器が禁止される。同時に年号が新暦へと変わる[1]。

29年
- アリシア・テスタロッサ、次元航行エネルギー駆動炉ヒュウドラの暴走事故により死亡。[3]

35年
- レジアス・ゲイズが時空管理局に入局。[4]

54年
- クライド・ハラオウン死亡。[5]

56年
- 高町なのは、フェイト・テスタロッサ、八神はやて、ユーノ・スクライア生まれる。
- クロノが魔導師としての訓練を始める。

62年
- クロノ・ハラオウン、時空管理局執務官に就任する。[6]

63年
- 高町なのは、小学生になる[7]

65年
- 4月ユーノ・スクライア、2個目のジュエルシードの封印に失敗、念話を飛ばす[8]。
- 同月、高町なのはが魔法に目覚める[8]。
- 5月27日、高町なのは、とフェイト・テスタロッサが臨海公園で対決する。その後プレシアと決戦（通称「プレシア・テスタロッサ事件」）。[9]。その後なのはとユーノはいったん別れる。
- 6月4日、八神はやての誕生日。[10]
- 12月1日、なのはがＲＨ監修の元、魔法の練習。フェイトの裁判判決の前日。[10]
- 12月2日、早朝、ヴィータによる蒐集。夕方、すずかとはやてが出会う。夜、ヴィータがなのはを襲撃（通称『闇の書事件』）。交戦後、時空管理局に搬送される[11]。
- 12月24日、なのはの小学校が終業式を迎える[12]
- 12月25日、すずか・アリサ及び高町家家族になのは達の魔法について説明する。

66年
- 1月4日、高町家、月村家、バニングス家、フェイト合同による2泊旅行[13]
- 5月、なのはたちが時空管理局へ入局[14]

68年
- はやての手によってリインフォースIIが誕生する[15]

71年
- スバル・ナカジマが空港火災に巻き込まれるがなのは達に救われる[16]。

75年
- 機動六課設立。
- 9月19日、JS事件発生[17]。

76年
- 4月28日、部隊の試験運用の期日に伴い機動六課が解散。隊長・副隊長陣4人V.S.新人4人による最後の模擬戦開始[18]。